# Peder Luxdorph
Peder Luxdorph (1648 – 5. januar 1702 på Fjællebro) var en dansk godsejer og landsdommer, bror til bl.a. Bolle Luxdorph.
Han blev student fra Herlufsholm 1666, studerede retsvidenskab i udlandet, blev 1678 vicelandsdommer ved Lolland-Falsters Landsting, 1679 nobiliteret, 1685 landsdommer på Fyn, 1687 kancelliråd, 1700 justitsråd, død 5. januar 1702.
Gift med Anna Margrethe Helverskov (født 31. januar 1651, nobiliteret 1688), datter af rådmand i København Henrik Jacobsen og Helene Helverskov samt enke efter Peder Hansen Hovenbek til Hanstedgård. Luxdorph, der var en velhavende mand, fik 1683 skøde på Fjellebro med Skovgård, hvis gods han forøgede; hans enke solgte 1710 disse ejendomme og flyttede til Svendborg, hvor hun døde 1713.